# Ctenomys coyhaiquensis
Ctenomys coyhaiquensis är en gnagare i släktet kamråttor som beskrevs 1994 av Kelt och Gallardo.
Gnagaren upptäcktes i södra Chile i provinserna Coyhaique och General Carrera. Antagligen förekommer den även i angränsande områden av Argentina. Utbredningsområdet ligger mellan 330 och 730 meter över havet och är glest täckt med buskar, gräs och örter.
Arten når en kroppslängd av 19,5 till 26,4 cm, en svanslängd av 6 till 8 cm och en vikt mellan 72 och 182 g. Ctenomys coyhaiquensis har en orangebrun päls på ovansidan med gula eller svarta skuggor. På ryggens topp är den påfallande mörk. De vuxna individerna har på fötternas ovansida silvergråa till vita hår. Svansen är på ovansidan och nära roten mörkare än på undersidan nära spetsen. Den tredje molaren är i över- och underkäken förminskad.